# Massalfassar
Massalfassar és un municipi del País Valencià a la comarca de l'Horta Nord. Limita amb Albuixec, Massamagrell, Museros i la pedania valenciana de Vistabella. Amb una població de 2.388 habitants (dades de 2012), constituïx un dels municipis més poc poblats i un dels més densos de la comarca.

## Geografia
Situat en la zona septentrional de l'Horta de València, al costat de la mar Mediterrània. La superfície és completament plana, reblida de sediments quaternaris del període Holocè. La marjal es va transformar artificialment, ja que va ser terraplenada i se'n va elevar el nivell.

## Història
Té el seu origen en una antiga alqueria musulmana; Jaume I després de la conquesta, va concedir terres del seu terme, i va donar el senyoriu de l'alqueria, el 1266, a Berenguer Dalmau. El 1349 era el seu senyor Antigo de Codinats, i el 1411 pertanyia a Pere de Letxa. Posteriorment passà a la família Exarch i, successivament, als Belvis, Sobregondi, Muñoz, Jofré i Valeriola. El 1400 el rei Martí l'Humà concedí el delme a la cartoixa de Valldecrist (Altura, Alt Palància).
La població comptava amb 19 cases (100 persones) en 1646, mig segle després de l'expulsió dels moriscos. En 1794 havia ascendit a 130 cases (uns 600 habitants) i un segle més tard, en 1897, a 800 habitants. Al començar el segle XX tenia 950 habitants.
Després seguirà la mateixa evolució que la resta de localitats costaneres, amb l'abandó de molts dels cultius d'horta i el desenvolupament de la indústria en el polígon del Mediterrani i el de Massalfassar.
El polígon industrial del Mediterrani es va construir sobre la marjal de Massalfassar, que formava part de la mateixa unitat marjalenca que la Marjal de Massamagrell, Rafalell i Vistabella.

## Cultura

### Societat Musical de Massalfassar
Els inicis de la Societat Musical es remunten a l'any 1999, de la mà d'un grup de persones interessades a crear una banda de música per al municipi. Convocaren per a això una reunió al col·legi del poble que va comptar amb la presència d'un professor del conservatori Iturbi de València, Antoni Edo Bolumar. A partir de la primera reunió, se'n convocà una segona, de la qual va eixir una junta directiva provisional que va redactar un esborrany d'estatuts, que foren aprovats al febrer de 1999. La junta acabada de crear va contactar amb en David Galàn per tal de començar les classes de llenguatge musical i organitzar la banda. Al novembre es van comprar els primers instruments i començaren les classes instrumentals al febrer de l'any 2000. Començaren els assajos de la banda amb el seu primer director David Galàn al setembre de 2000 i al gener de 2001, i durant la festa de sant Antoni es feu la primera eixida al carrer. El següent director va ser en Miquel Queralt, des de setembre de 2003 a juliol de 2005, i després, fins a l'actualitat, Daniel Olmos-Herrero Arxivat 2016-03-04 a Wayback Machine..

## Infraestructures

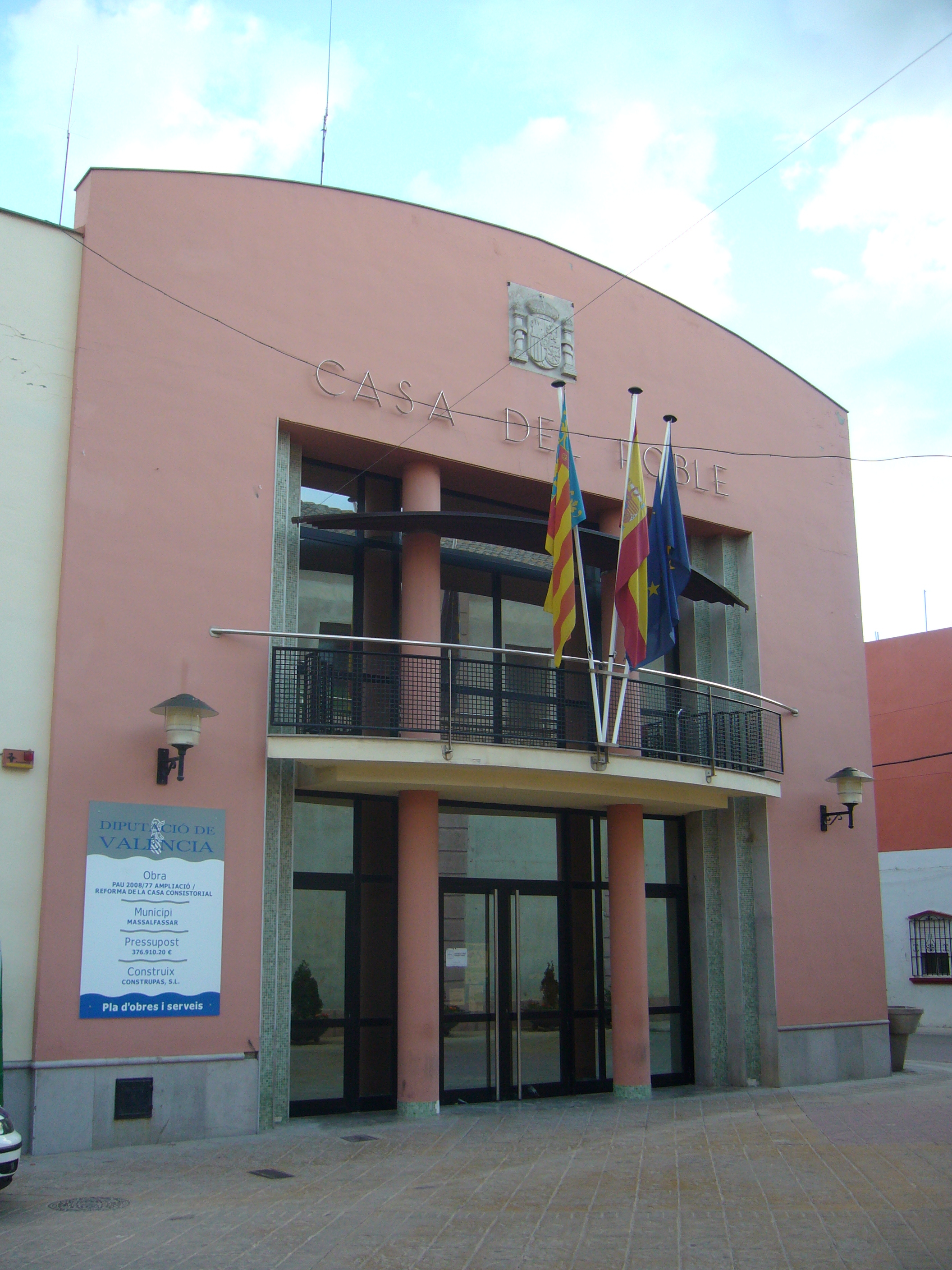
Ajuntament de Massalfassar.

Massalfassar és un municipi menut i els serveis públics i infraestructures que té són els proporcionats a un municipi de reduïdes dimensions, encara que actualment alguns queden curts pel creixement desmesurat que ha patit des de l'any 2005 on s'ha incrementat un 50% la població.

### Administratives
- L'edifici de l'Ajuntament

### Educatives

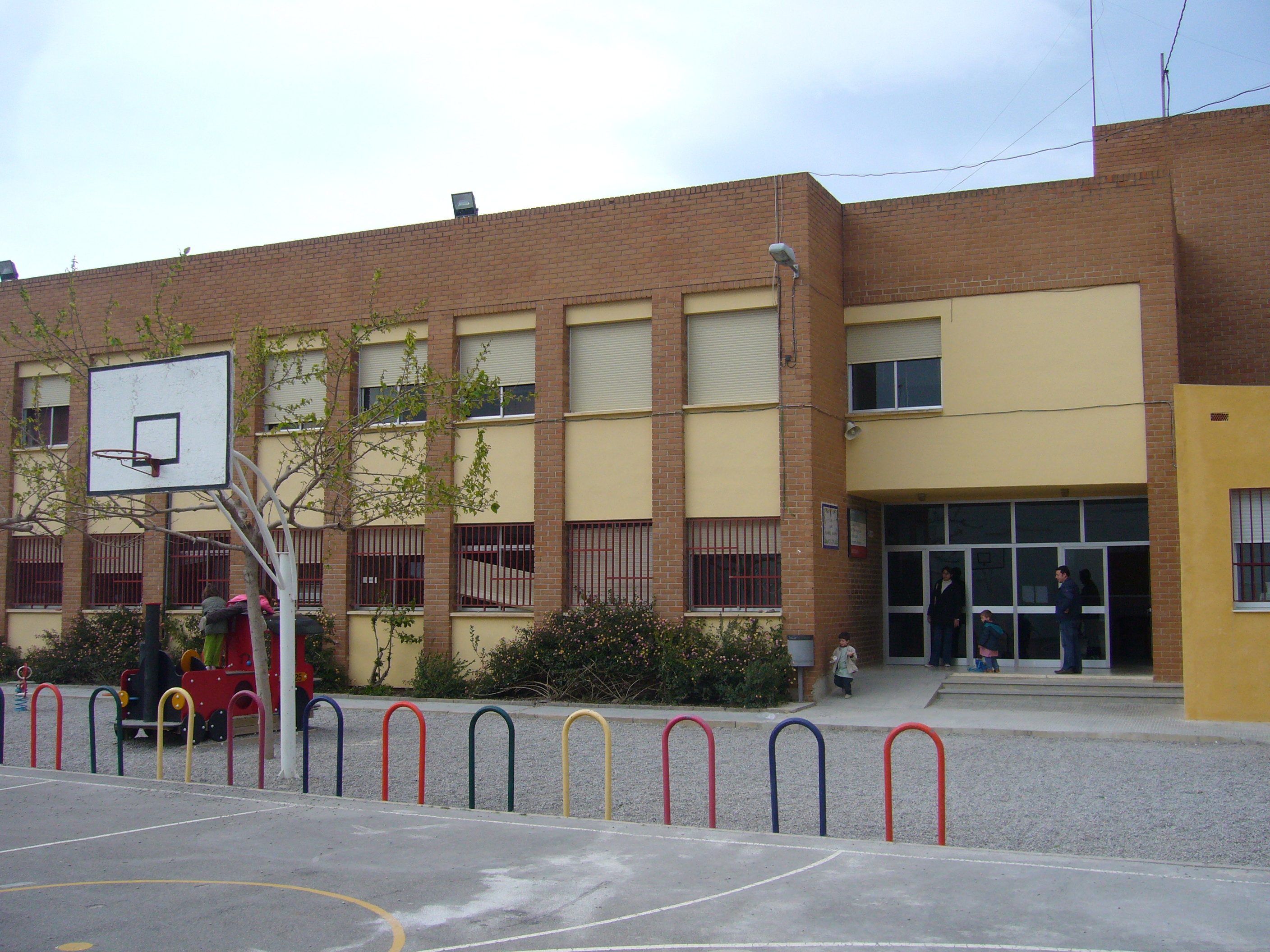
Façana principal del Col·legi Sant Llorenç Màrtir.

Al municipi hi ha una escola infantil privada, anomenada Guarderia Massalfassar, i un centre públic, el Col·legi d'Educació Infantil i Primària Sant Llorenç Màrtir,
 on s'oferix escola matinera, menjador i ludoteca.

### Culturals
- El centre cívic és l'únic espai del poble destinat a la cultura, amb accessos des de la planta baixa i el primer pis. Disposa d'una saló d'actes amb butaques i un escenari gran a on es pot fer teatre, concerts, projeccions de cine, etc. A més a la planta baixa hi ha un bar i el local de l'Associació de jubilats i pensionistes. Al soterrani estan les dependències de l'escola de música, en funcionament des de l'any 2008. El primer pis acull una sala polivalent; i el segon, la biblioteca, amb tres ordinadors amb connexió a internet. També existixen altres sales menudes.

### Sanitàries
- Consultori auxiliar de Massalfassar, on hi ha servei mèdic i d'infermeria per a cures i injectables de dilluns a divendres, i de pediatria dimarts i dijous.

### Esportives
- Carrer de pilota.
- Trinquet Municipal: Fon inaugurat en juliol de l'any 1986.
- Frontons: N'hi ha dos dins del poliesportiu, i disposen d'il·luminació.
- Piscines: N'hi ha dos: la més gran és descoberta i fa 25 metres, té una zona de solàrium i una altra d'arbrada, i disposa de cadires i gespa; la piscina menuda és de xipolleig i disposa d'uns vestidors amb lavabos.
- Pista de tennis.
- Pista de futbet: Està il·luminada i disposa de xàrcies per a evitar pèrdues de balons. Des de l'any 2007, la cordà de Sant Antoni es fa al recinte semitancat de la pista de futbol sala, per evitar accidents i desperfectes en els habitatges.
- Pista de bàsquet: No disposa d'il·luminació artificial.
- Via Xurra: Sobre no ser una instal·lació esportiva convencional, al límit del terme amb Museros, passa la via Xurra que es pot seguir direcció nord cap a Puçol i direcció sud cap a València.

### Lúdiques i d'oci
- Parc del jubilats
- Parc de la plaça de les Corts Valencianes
- Parc de la plaça del regidor Vicente Gimeno Sales
- Parc de la plaça les Villes, entre el carrer pintor Sorolla i el carrer Vistabella
- Parc de Lliri Blau

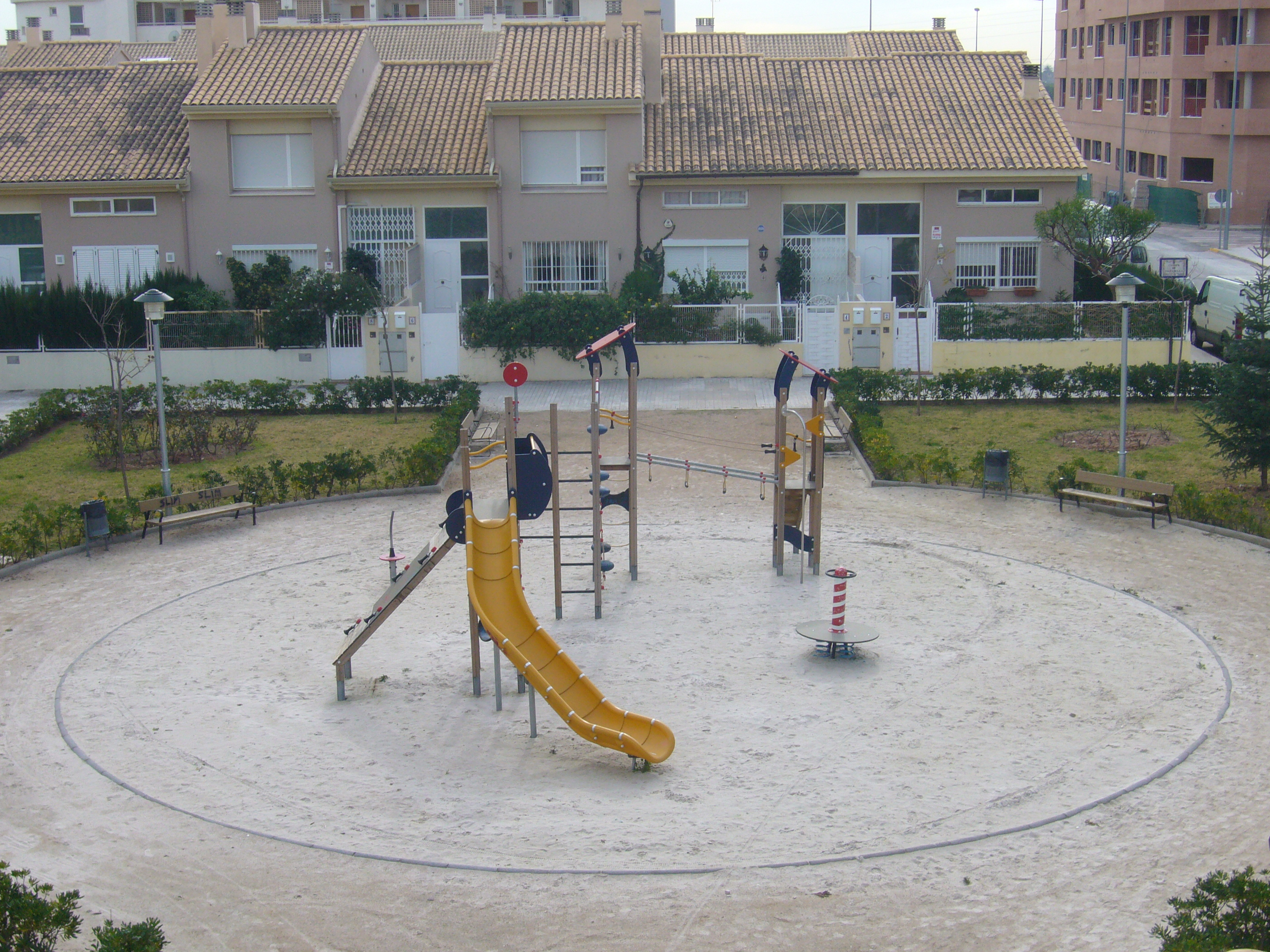
Parc infantil
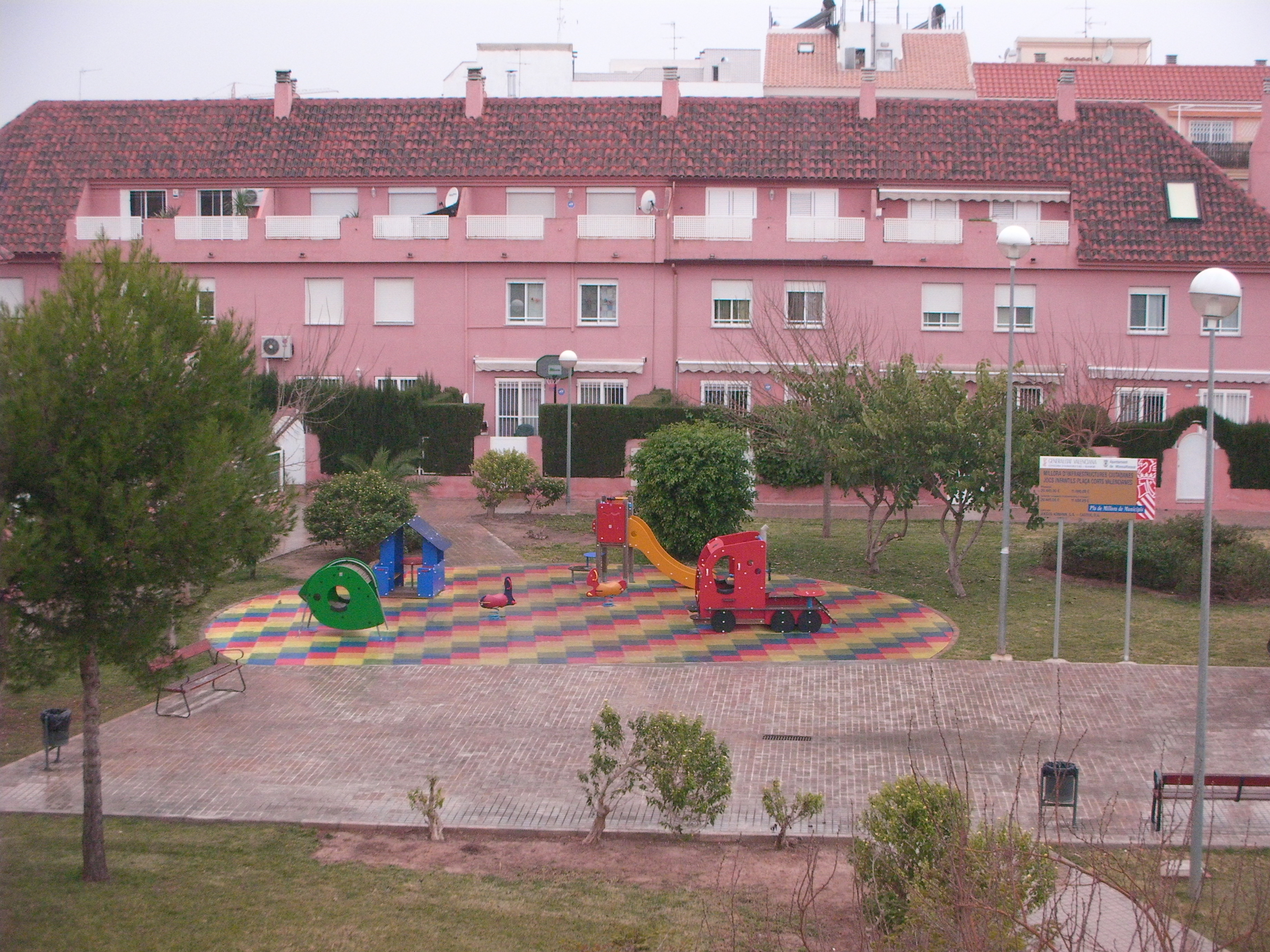
Parc infantil de la plaça de les Corts Valencianes

## Comunicacions

### Bicicleta
Vora el terme de Massalfassar, a l'oest, discorre la Via Xurra, un antic traçat ferroviari actualment convertit en via verda, i que és ideal per accedir a Massalfassar en bicicleta, i fins i tot a peu, pel seu traçat totalment pla i que travessa zones d'horta que proporcionen paisatges i vistes excel·lents.
Si es ve des de València, deixant l'itinerari de la Via Xurra a l'alçada de Meliana, es pot arribar també seguint la Via Augusta, també és un itinerari agradable i tranquil entre alqueries i horta, passant per Mauella, districte dels Poblats del Nord de la ciutat de València i el barri Les Sidres d'Albuixec.

### Ferrocarril
| Línia | Tram                                          | Longitud (km) |
| ----- | --------------------------------------------- | ------------- |
| C-6   | València-Nord · Sagunt · Castelló de la Plana | 65            |

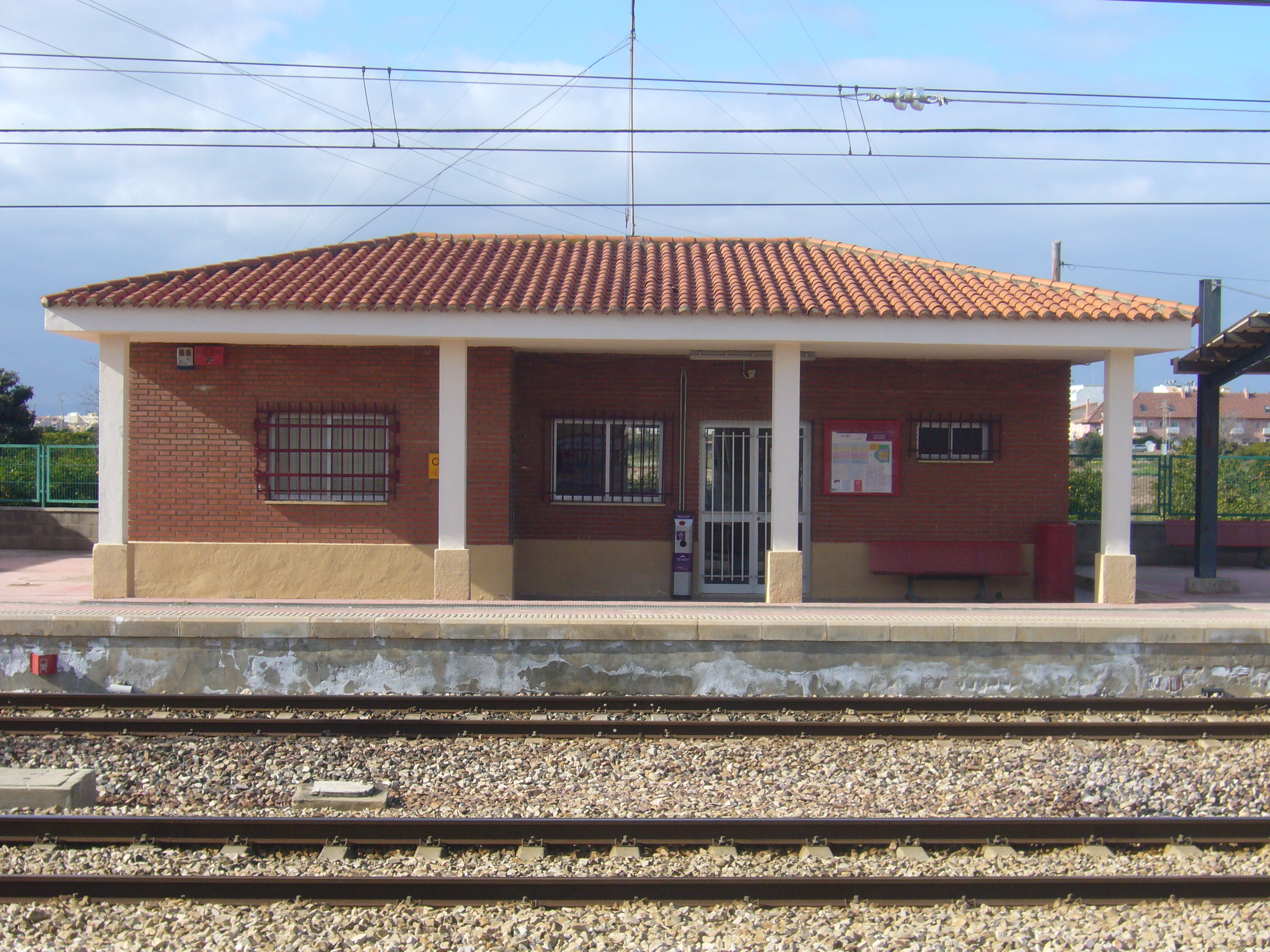
Estació de Massalfassar, edifici principal.

Compta amb estació de ferrocarril, situada al final del passeig de l'estació a l'est de la població i actualment propietat d'ADIF. La Línia C-6, que pertany al nucli de Rodalies València, cap al sud enllaça amb València-Nord i té parades intermèdies a Albuixec, Roca-Cúiper, València-Cabanyal i València - Font de Sant Lluís, i cap al nord enllaça amb Castelló tenint parada al Puig, Puçol, Sagunt, Les Valls, Almenara, La Llosa, Xilxes, Moncofa, Nules - la Vilavella, Borriana - les Alqueries, Vila-real i Almassora.

### Xarxa viària
- Autovies

L'autovia V-21 forma part de l'Autovia del Mediterrani, i dona accés a la localitat des de València a través de la carretera de la Gombalda CV-32 que té accés directe al poble.
- Altres carreteres

La carretera N-340 travessa la comarca de l'Horta Nord, coneguda popularment com a l'antiga carretera de Barcelona dona accés al municipi de Massalfassar a l'altura de Museros.

### Metro
Al veí poble de Museros hi ha parada de la línia 3 del Metro de València, i que és usada prou pels veïns de Massalfassar que s'hi apropen en cotxe, bicicleta i fins i tot a peu per la proximitat a la que està.

### Autobús
Massalfassar no compta amb línia d'autobusos que preste servei al poble, tanmateix l'empresa Autos Vallduxense a través de la línia 110 Puçol - València presta servei a Museros, parant molt prop de Massalfassar.

## Demografia
| any  | habitants |
| ---- | --------- |
| 1990 | 1.478     |
| 1992 | 1.415     |
| 1994 | 1.391     |
| 1996 | 1.364     |
| 1998 | 1.351     |
| 1999 | 1.335     |
| 2000 | 1.345     |
| 2001 | 1.326     |
| 2002 | 1.345     |
| 2003 | 1.346     |
| 2004 | 1.340     |
| 2005 | 1.321     |
| 2006 | 1.688     |
| 2007 | 1.880     |
| 2008 | 2.026     |
| 2009 | 2.215     |
| 2022 | 2.587     |

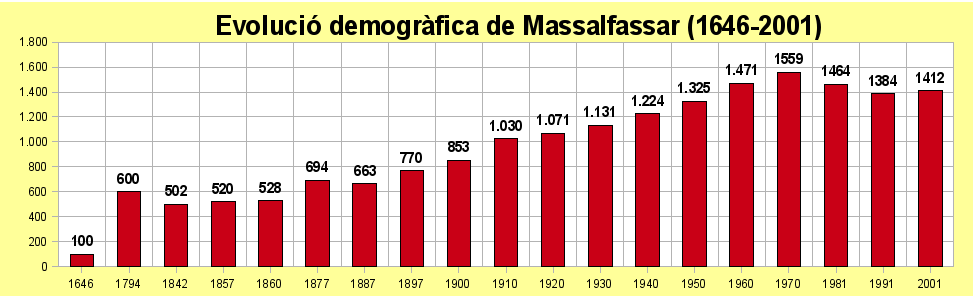
Evolució demogràfica de Massalfassar

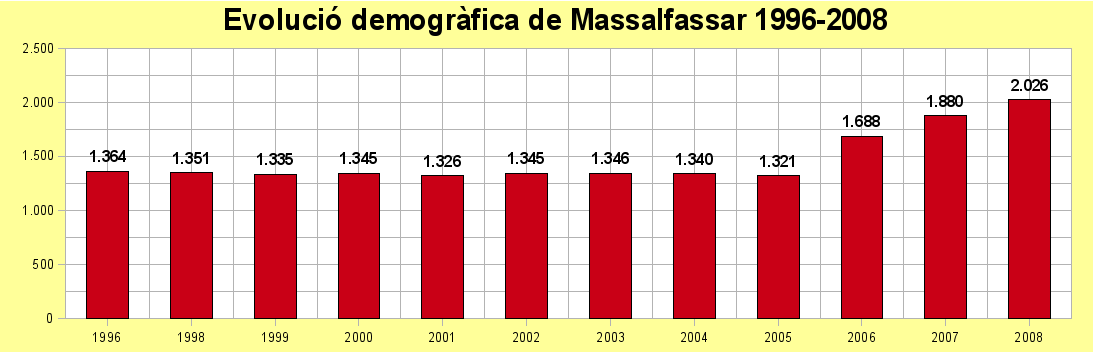
Evolució demogràfica de Massalfassar entre 1996 i 2008

Evolució demogràfica de Massalfassar (1646-2001) i (1996-2008).

### Piràmide de població
El gener de 2009 Massalfassar tenia la següent piràmide de població:

### Estrangers
Al municipi hi ha un 4,58% de població estrangera (2007), proporció baixa si es compara amb la mitjana provincial, que és del 10,09% (2007), o nacional, del 10% (2007). Els residents estrangers són fonamentalment de països de la Unió Europea (2,98%), sud-americans (1,28%), africans (0,16%) i de la resta d'Europa (0,16%).

## Economia[8]
Massalfassar ha sigut tradicionalment un poble agrícola i de llauradors, encara que en els darrers anys ha perdut importància donant pas a altres activitats. Les terres conreades estan dedicades per complet a productes de regadiu, servint-se de les aigües de la séquia Reial de Montcada a través de la séquia de la Forana que entra l'aigua al terme. A més, existixen 3 pous de reg: el nou, el vell, el del Pistolero i també el de Vistabella, a la pedania valenciana de Vistabella, però que rega terres treballades per llauradors massalfassins.
Antigament es va conrear arròs a l'antiga marjal (hui dia, el polígon industrial), també hi hagué vinyes, oliveres, forment i cotó, entre d'altres, fins a arribar a hores d'ara que predomina la taronja. Encara que la gent del poble era eminentment llauradora, això ha canviat i ja és ben poca la gent que depén exclusivament de la terra. Actualment es produïxen bàsicament taronges i hortalisses (creïlles, carxofes, cebes i tomates), meló de tot l'any i meló d'alger, xufes per a fer orxata i, en menors proporcions, tabac i alguns fruiters, etc. Molts són els camps que estan abandonats i sense treballar, ja siga per la poca rendibilitat, pels furts freqüents o a l'espera que arribe l'especulació urbanística. Tot plegat ha provocat la proliferació de conills i raboses als camps perduts.
Malgrat tindre costa, Massalfassar no és un poble de pescadors, possiblement degut a la facilitat d'aconseguir jornals o bones collites treballant al camp. L'activitat industrial supera en l'actualitat l'agrícola, tant pel valor de la producció com per la mà d'obra.
La indústria es concentra al polígon industrial del Mediterrani, que compartix amb el poble veí d'Albuixec, i al nou polígon industrial de Massalfassar.
En el terme està situada un dels centres d'Inspecció Tècnica de Vehicles (ITV), a la carretera de la Gombalda prop de la mar.
Quant al comerç local, es manté a pesar de la pressió de les grans superfícies i supermercats de la rodalia. Podem trobar dos forns: Germans Yuste i Germans Cortina, un supermercat: El Super, Rodrigo embotits artesans, Botiga de roba Bambinos, Perruqueria Laura, Perruqueria Brigi, Immobiliària Zona Norte, Electrofassar, Fusteria Vicent, Segurs Mapfre i immobiliària, Espai sa.
L'oferta de bars i restaurants és àmplia per la mida del municipi: Bar Mini, Ca Maribel, Tasca Dani, Café l'Infern, Pizzeria Via Augusta, Bar dels jubilats, Tito Vicent, Ca Martí.
L'any 2007 es va inaugurar un centre comercial anomenat El Manar que ha donat alguns llocs de treball i servei a la població, entrant en competència en el poc comerç local existent.
A tocar del centre comercial hi ha l'únic hotel del poble, l'Hotel SH Florazar, construït l'any 2003 i amb 136 habitacions.

## Política i govern

### Composició de la Corporació Municipal
El Ple de l'ajuntament està format per 11 regidors. En les eleccions municipals de 26 de maig de 2019 foren elegits 4 regidors de Compromís per Massalfassar (Compromís), 3 de Ciutadans - Partit de la Ciutadania (Ciutadans), 2 del Partit Popular (PP), 1 del Partit Socialista del País Valencià (PSPV-PSOE) i 1 de Demòcrates Valencians Massalfassar (DV).
| Eleccions municipals de 26 de maig de 2019 - Massalfassar                                                                                    |                                          |                                     |                                     |        |          |          |
| Candidatura | Candidatura                              | Candidatura                         | Cap de llista                       | Vots   | Vots     | Regidors |
| | Compromís per Massalfassar               |                                     | Vicent Joan Morant i Mayor          | 437    | 31,01%   | 4 (-1)   |
| | Ciutadans - Partit de la Ciutadania      |                                     | Higinio Yuste Cortés                | 319    | 22,64%   | 3 (+3)   |
| | Partit Popular                           |                                     | Álvaro Montañés Fontestad           | 271    | 19,23%   | 2 (-2)   |
| | Partit Socialista del País Valencià-PSOE |                                     | Ismael Gimeno Pascual               | 189    | 13,41%   | 1 (-1)   |
| | Demòcrates Valencians Massalfassar       |                                     | Carles Fontestad Muñoz              | 95     | 6,74%    | 1 (+1)   |
| | Altres candidatures                      |                                     |                                     | 82     | 5,82%    | 0        |
| | Vots en blanc                            |                                     |                                     | 16     | 1,14%    |          |
| Total vots vàlids i regidors | Total vots vàlids i regidors             | Total vots vàlids i regidors        | Total vots vàlids i regidors        | 1.409  | 100 %    | 11       |
| | Vots nuls                                | Vots nuls                           | Vots nuls                           | 28     | 1,99%    |          |
| Participació (vots vàlids més nuls) | Participació (vots vàlids més nuls)      | Participació (vots vàlids més nuls) | Participació (vots vàlids més nuls) | 1.437  | 76,08%** |          |
| Abstenció | Abstenció                                | Abstenció                           | Abstenció                           | 452*   | 23,93%** |          |
| Total cens electoral | Total cens electoral                     | Total cens electoral                | Total cens electoral                | 1.889* | 100 %**  |          |
| Alcalde: Álvaro Montañés Fontestad, del PP, després d'una moció de censura (13/07/2020)                                                      |                                          |                                     |                                     |        |          |          |
| Fonts: JEC, JEZ Sagunt, M. Interior, Periòdic Ara.Horta Noticias, (* No són vots sinó electors. ** Percentatge respecte del cens electoral.) |                                          |                                     |                                     |        |          |          |

### Alcaldes
Des de 2023 l'alcalde de Massalfassar és Robert Margaix Ferrer de Compromís.
| Període                       | Alcalde o alcaldessa                                                      | Partit polític         | Data de possessió                | Observacions                        |
| ----------------------------- | ------------------------------------------------------------------------- | ---------------------- | -------------------------------- | ----------------------------------- |
| 1979–1983                     | Pascual Bernet Díez                                                       | IND                    | 19/04/1979                       | --                                  |
| 1983–1987                     | Llorenç Fenollosa i Margaix                                               | PSPV-PSOE              | 28/05/1983                       | --                                  |
| 1987–1991                     | Llorenç Fenollosa i Margaix                                               | PSPV-PSOE              | 30/06/1987                       | --                                  |
| 1991–1995                     | Joaquín Soler Garibo                                                      | PP                     | 15/06/1991                       | --                                  |
| 1995–1999                     | Joaquín Soler Garibo                                                      | PP                     | 17/06/1995                       | --                                  |
| 1999–2003                     | Joaquín Soler Garibo                                                      | PP                     | 03/07/1999                       | --                                  |
| 2003–2007                     | Joaquín Soler Garibo                                                      | PP                     | 14/06/2003                       | --                                  |
| 2007–2011                     | Joaquín Soler Garibo                                                      | PP                     | 16/06/2007                       | --                                  |
| 2011–2015                     | Joaquín Soler Garibo                                                      | PP                     | 11/06/2011                       | --                                  |
| 2015–2019                     | Carles Fontestad Muñoz                                                    | Compromís              | 13/06/2015                       | --                                  |
| 2019-2023                     | Vicent Joan Morant i Mayor Álvaro Montañes Fontestad Higinio Yuste Cortés | Compromís PP Ciutadans | 15/06/2019 13/07/2020 04/09/2021 | -- Moció de censura Pacte de govern |
| Des de 2023                   | Robert Margaix Ferrer                                                     | Compromís              | 17/06/2023                       | --                                  |
| Fonts: Generalitat Valenciana |                                                                           |                        |                                  |                                     |

Alguns dels alcaldes anteriors a la represa de la democràcia de 1979 són:
| - 1919-1920 - 1922-1923 - 1923-1923 - 1923-1924 - 1924-1927 - 1927-1930 - 1931-1931 - 1931-1932 - 1934-1936 - 1936-1936 - 1936-1937 - 1939-1943 Luís Carbonell Fuster - 1943-1947 José Soler - Carlos Barres - 1947-1951 Manuel Garibo - 1951-1955 José Duet - 1955-1958 Ramon Barres - 1958-1969 Pasqual Bernet Díez - 1969-1973 - 1973-1976 - 1976-1976 - 1976-1979 |

## Monuments, edificis i llocs d'interés

### Monuments religiosos
- Església de Sant Llorenç Màrtir. Va ser construïda en el 1461. En el mes de maig del 2007 va ser inaugurada per l'arquebisbe de València. També compon l'edifici parroquial un bell campanar. El temple té la condició de Bé de Rellevància Local segons la Disposició Addicional Quinta de la Llei 5/2007, de 9 de febrer, de la Generalitat, de modificació de la Llei 4/1998, d'11 de juny, del Patrimoni Cultural Valencià (DOCV Núm. 5.449 / 13.02.2007).[19]

De les 4 campanes actuals que hi ha al campanar, les que estan catalogades com de major interés són Paula i Sant Llorenç amb 30 cm i 16 kg, i 63 cm i 145 kg de diàmetre i de pes respectivament. Com a curiositat destacar que la que porta el nom del patró del poble, de l'any 1950, té l'epigrafia en valencià: Sant Llorenç pregueu per nosaltres. Les altres dues són Maria Lorenza del Roser, de 1963 i 96 kg de pes, dissortadament refosa d'una campana barroca de 1740 i Cristo de la Protección de 1992 i 207 kg, ambdues sense cap interés ni valor.

### Edificis civils
- Motor del Pistolero.
- Motor vell
- Motor nou
- Motor de Vistabella, està fora del terme de Massalfassar estricte, però rega part del terme.

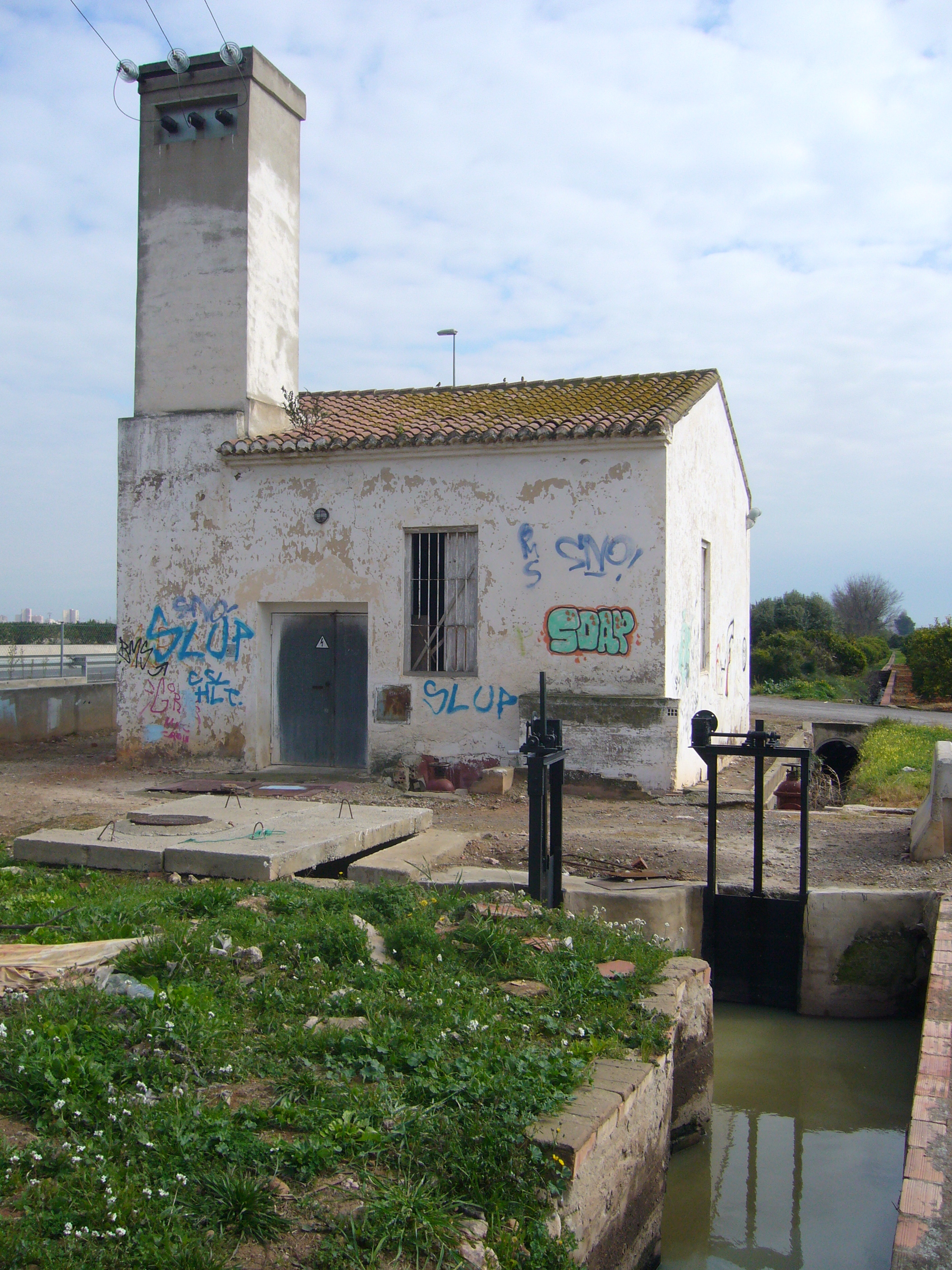
Motor del Pistolero
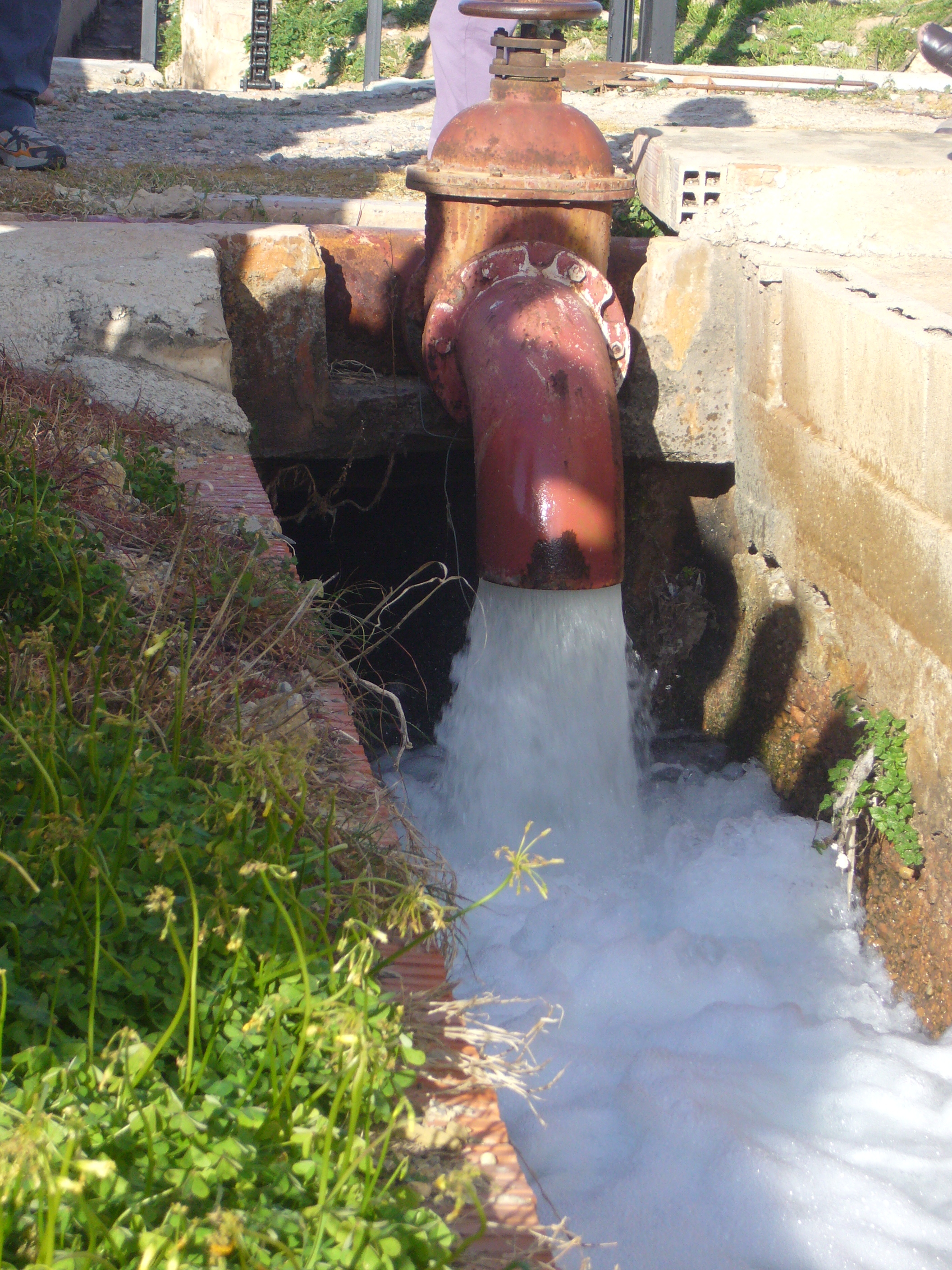
Aigua del motor del Pistolero
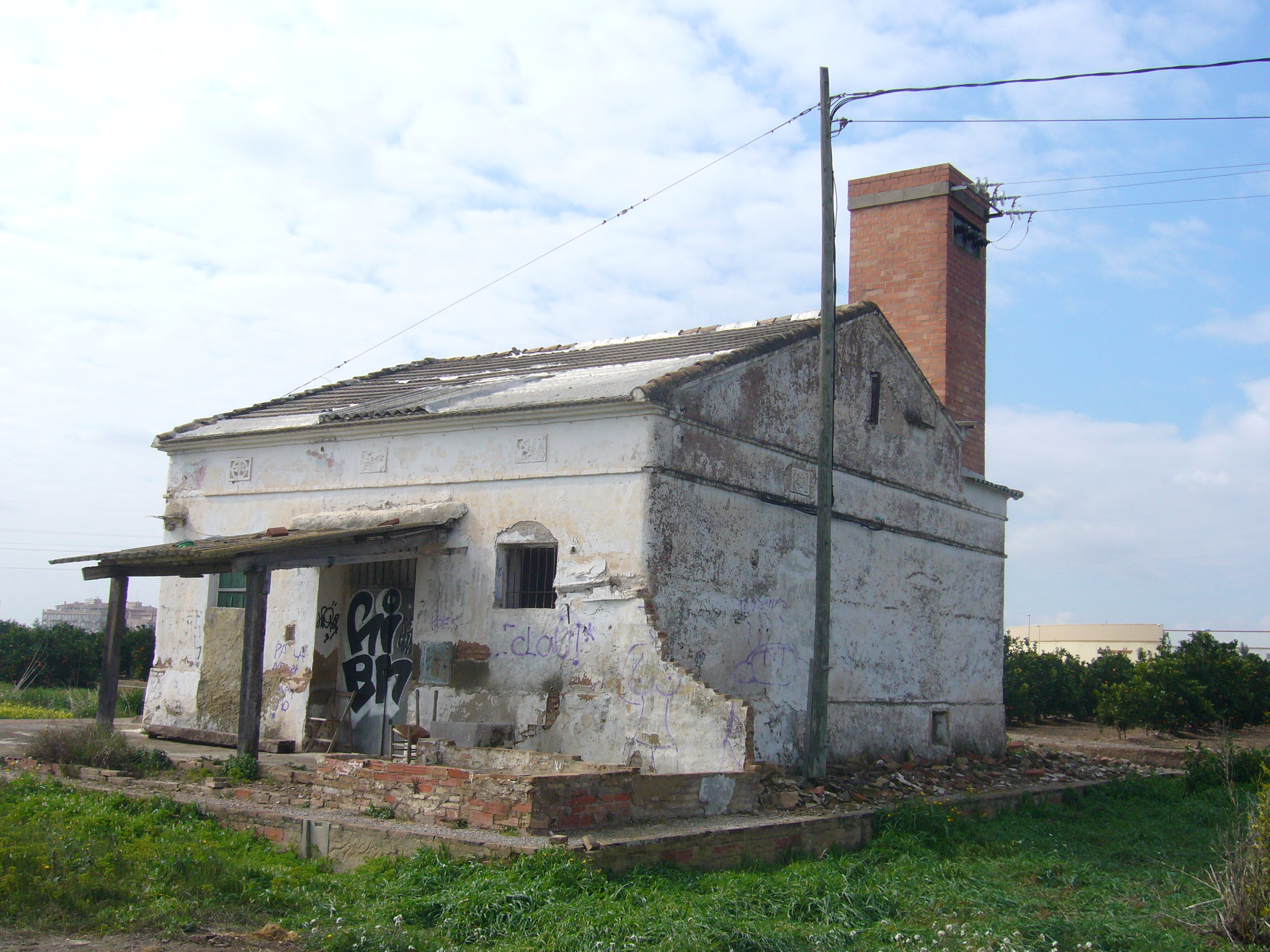
Motor vell
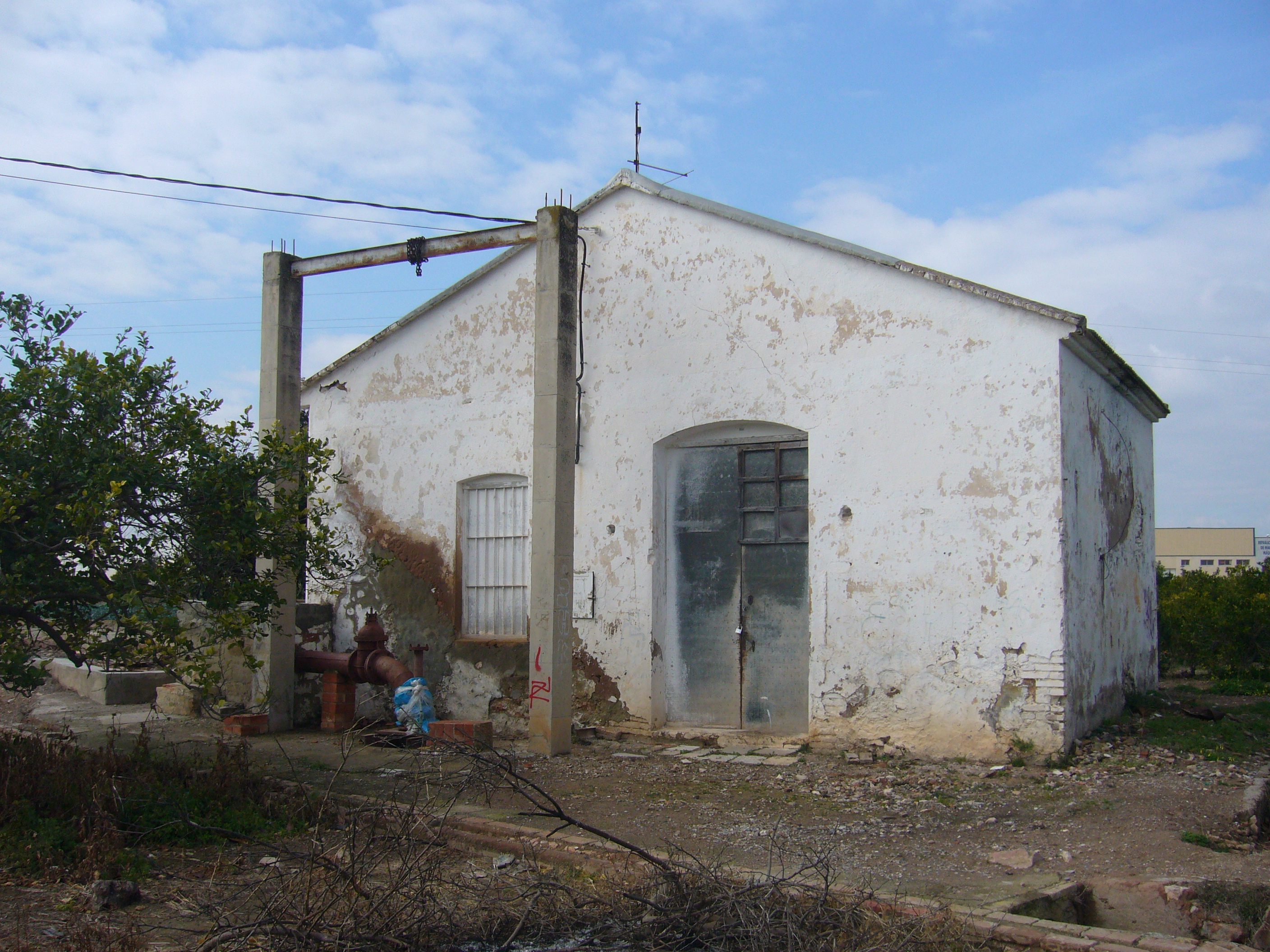
Motor nou
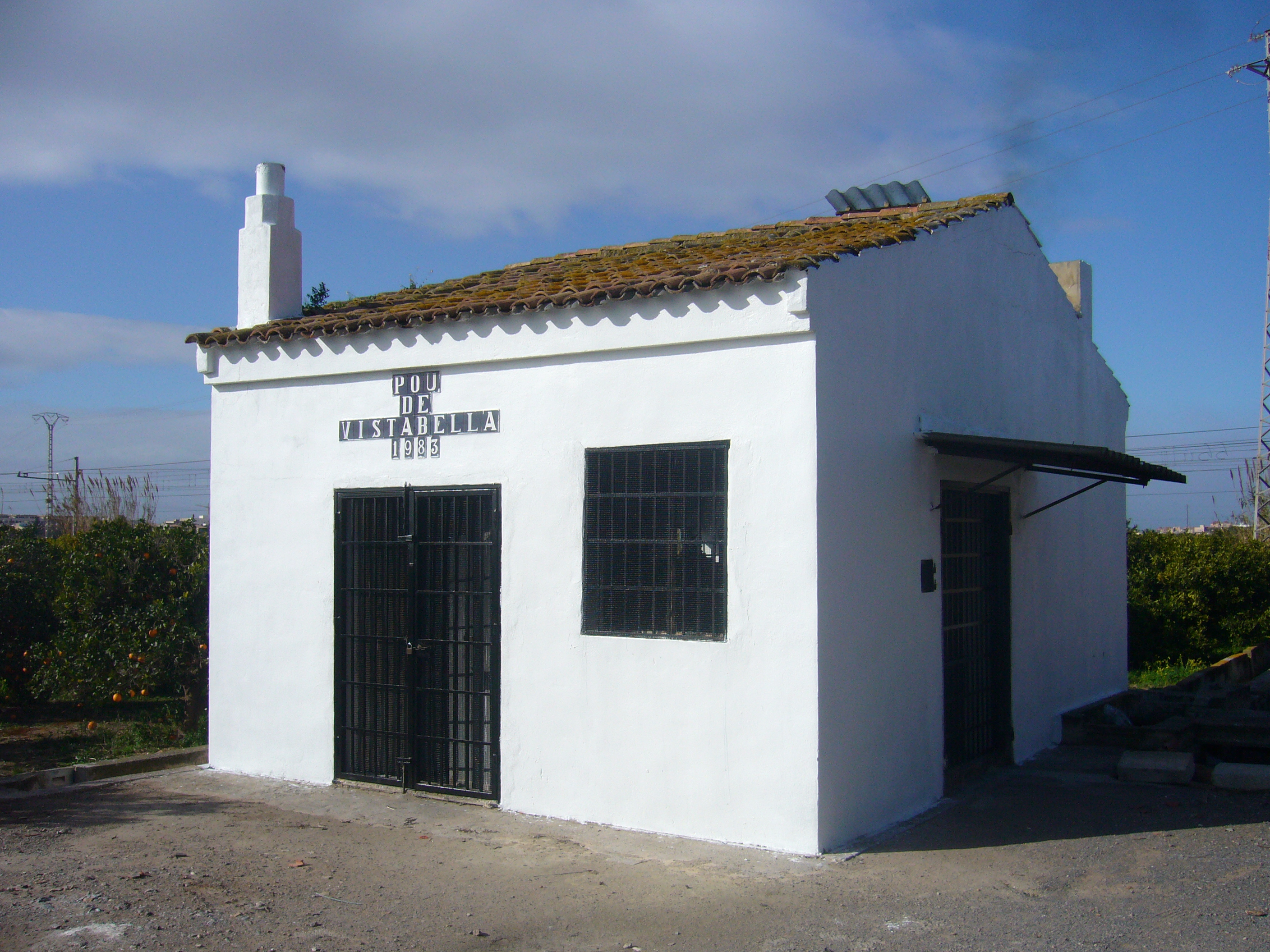
Motor de Vistabella

- El llavaner, està al costat del passeig de l'estació i actualment està abandonat per l'Ajuntament i deixat perdre, malgrat que durant anys fou l'única manera de rentar la roba a mans de les dones, els vàndals s'han cebat en ell i poc s'ha fet per mantindre'l.
- Ceberes,
- Font de Ximet
- Font de Carlos

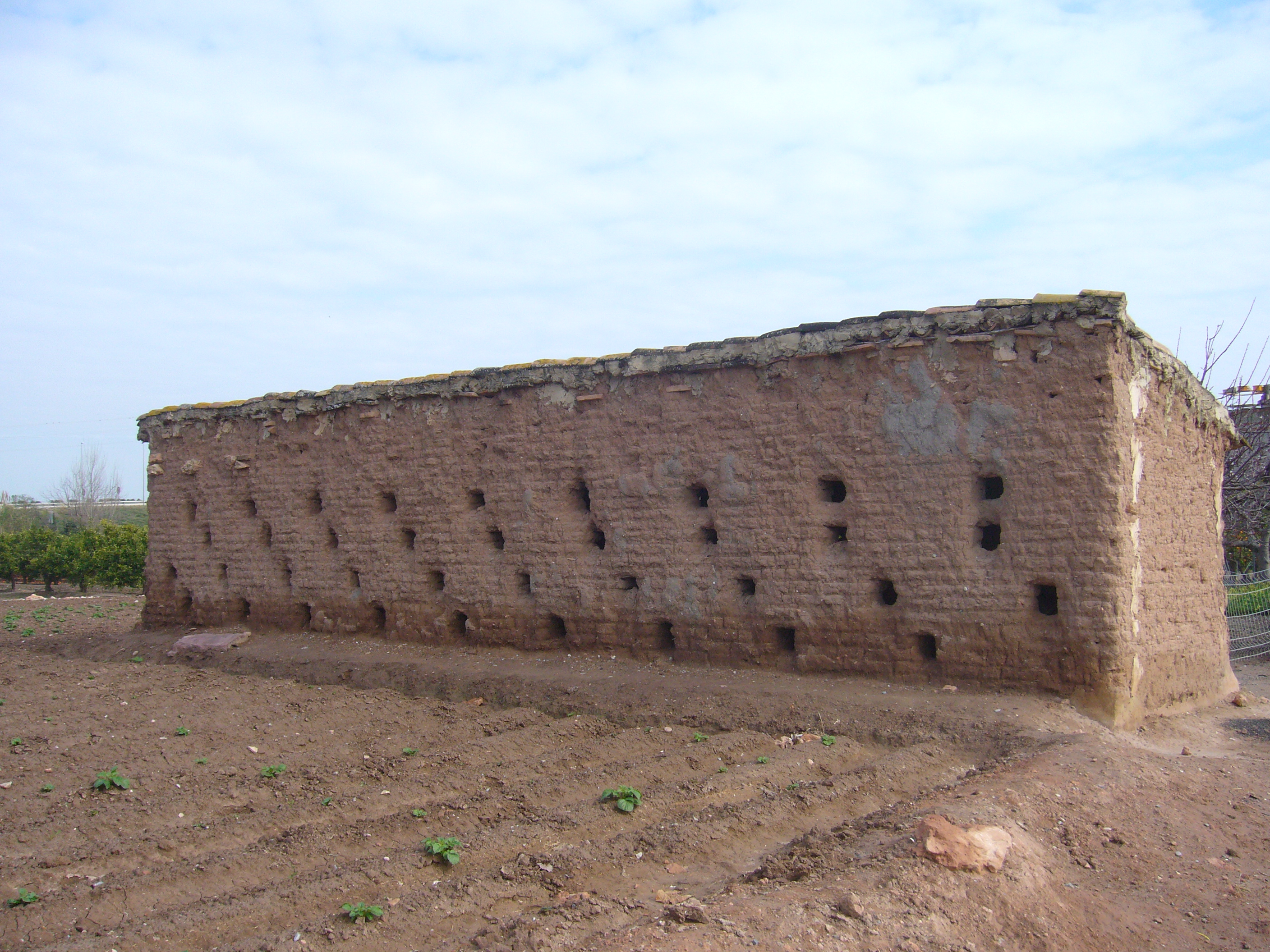
Cebera al camí de l'estació
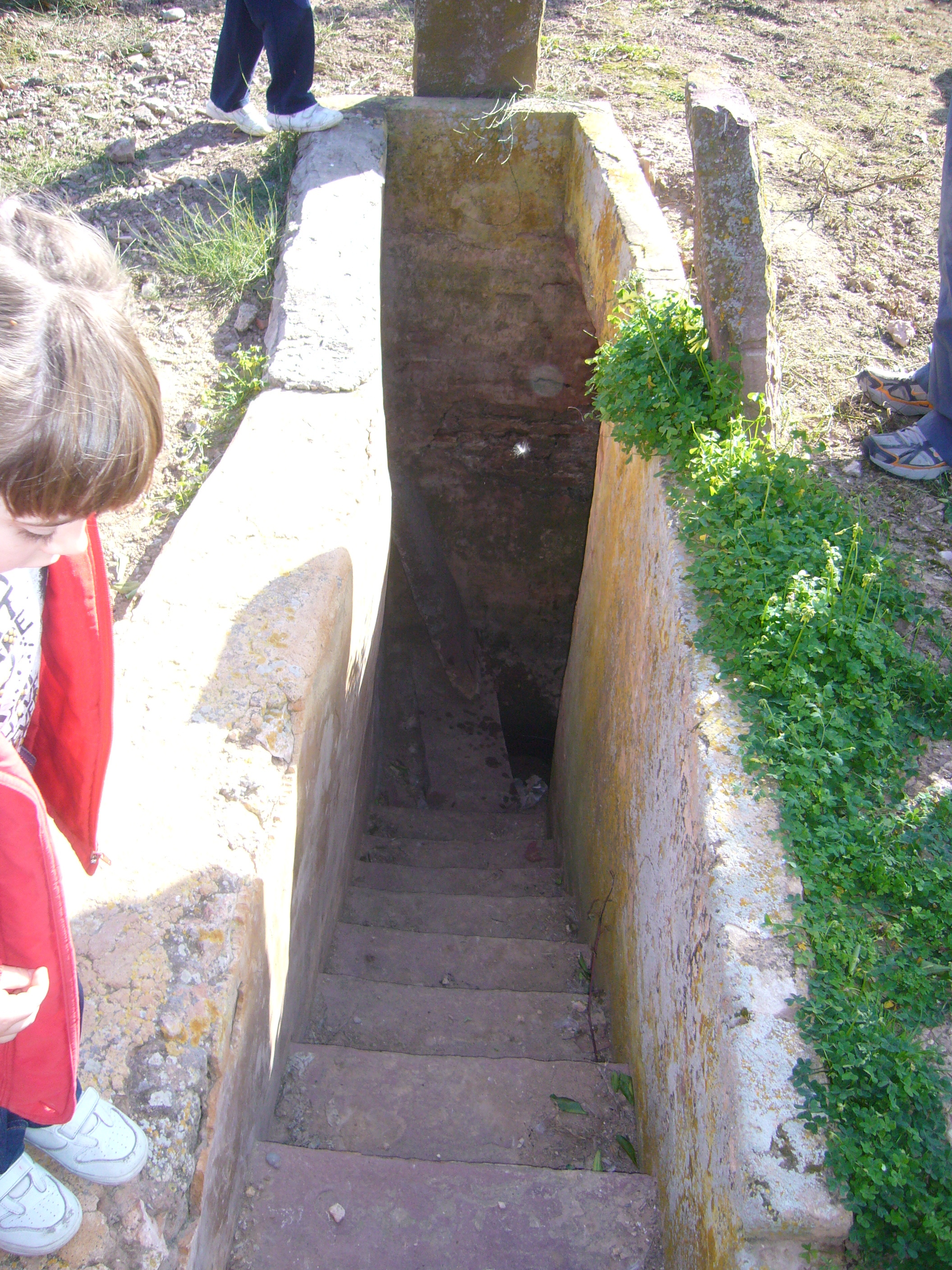
Font de Ximet
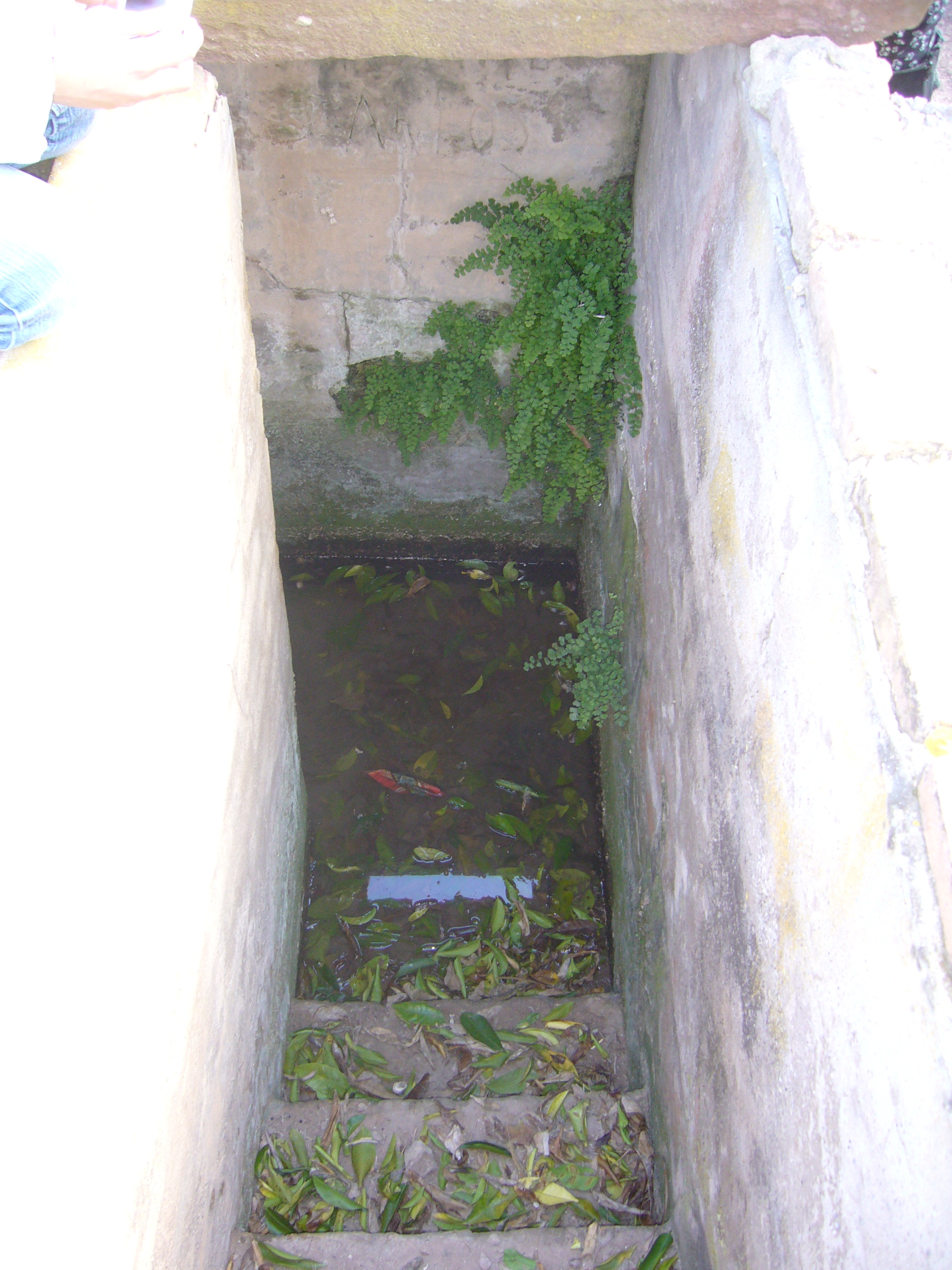
Font de Carlos

### Llocs d'interés
La Platja de Massalfassar és d'una platja aïllada i de reduïdes dimensions, de sorra, dunes, còdols, grava i roca, amb serveis i instal·lacions bàsiques.
Via Augusta. Antic pas entre Sagunt i València, va ser reconvertida pels romans en immillorable via. Rodrigo Díaz de Vivar, Jaume I i el mariscal Suchet se'n beneficiaren per als seus plans de conquesta.

## Festes i celebracions
- Festes Majors, se celebren entre els dies 5 i 12 d'agost a Sant Joan, Immaculada Concepció, Verge del Carme, Sant Llorenç, patró, i al Santíssim Crist de la Protecció.

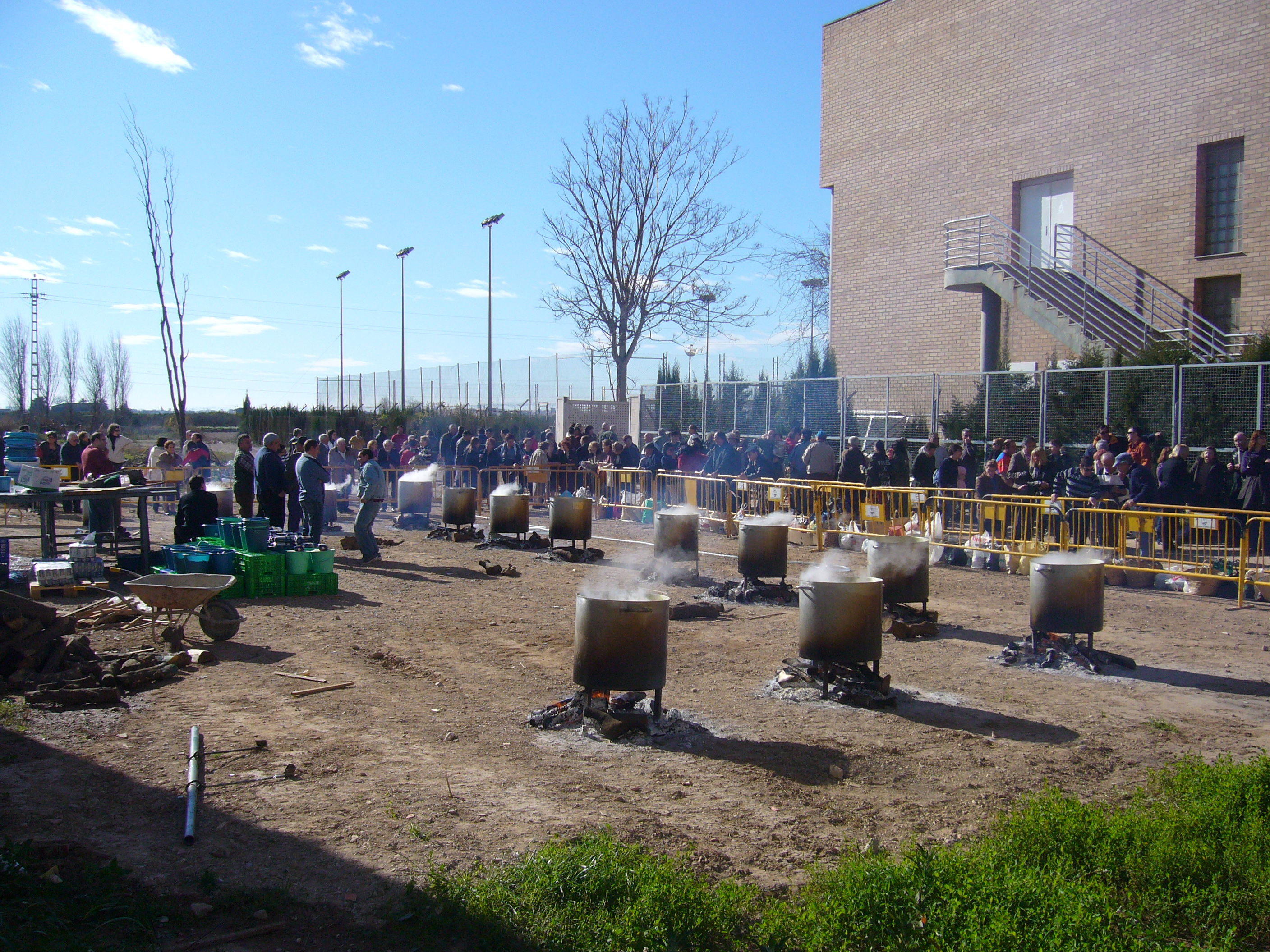
Cuinant caldera a Massalfassar

- La Festa de Sant Antoni de Massalfassar és una festa de caràcter popular que se celebra la tercera setmana de gener. La festa es concentra en un cap de setmana ple d'actes, encara que els festers estan treballant tot l'any recaptant diners i organitzant-ho tot, i el cap de setmana previ a la celebració de Sant Antoni es fa la plantà de l'arbre. Els festers, els festers entrants, familiars i acompanyants s'adrecen des de bon matí a un indret on hi ha un arbre de grans dimensions, que tallen per a posteriorment traslladar-lo al lloc on serà plantat (alguns anys els festers igual que tallen un arbre n'han plantat d'altres perquè ens anys posteriors puguen ser tallats sense disminuir el nombre d'arbres del terme). Una vegada plantat l'arbre, els veïns del poble trauran durant tota la setmana andròmines, mobles i objectes vells i inservibles a la porta de casa, per tal que els festers els arrepleguen amb la mula mecànica i els porten als peus de l'arbre, construint-se entre tots la falla o foguera. El divendres, ben entrada la nit, el poble acudix a vore la cremà de la falla; en acabant es fa la cordà, que des de l'any 2007 es fa al poliesportiu per les molèsties i perills que suposava el fer-la al carrer. El dissabte de matí es fa la benedicció dels animals, i molts, sobretot xiquets, hi porten les seues mascotes i animals de companyia. Diumenge de matí es cuina caldera des de ben de matí, i a l'hora de dinar es passa a parar caldera, pa i una ampolla de vi. A la una del migdia del diumenge es fa la sortija a un carrer del poble prèviament sortejat, i els més intrèpids van a provar sort per a agafar la sortija entre coets borratxos que van cremant.

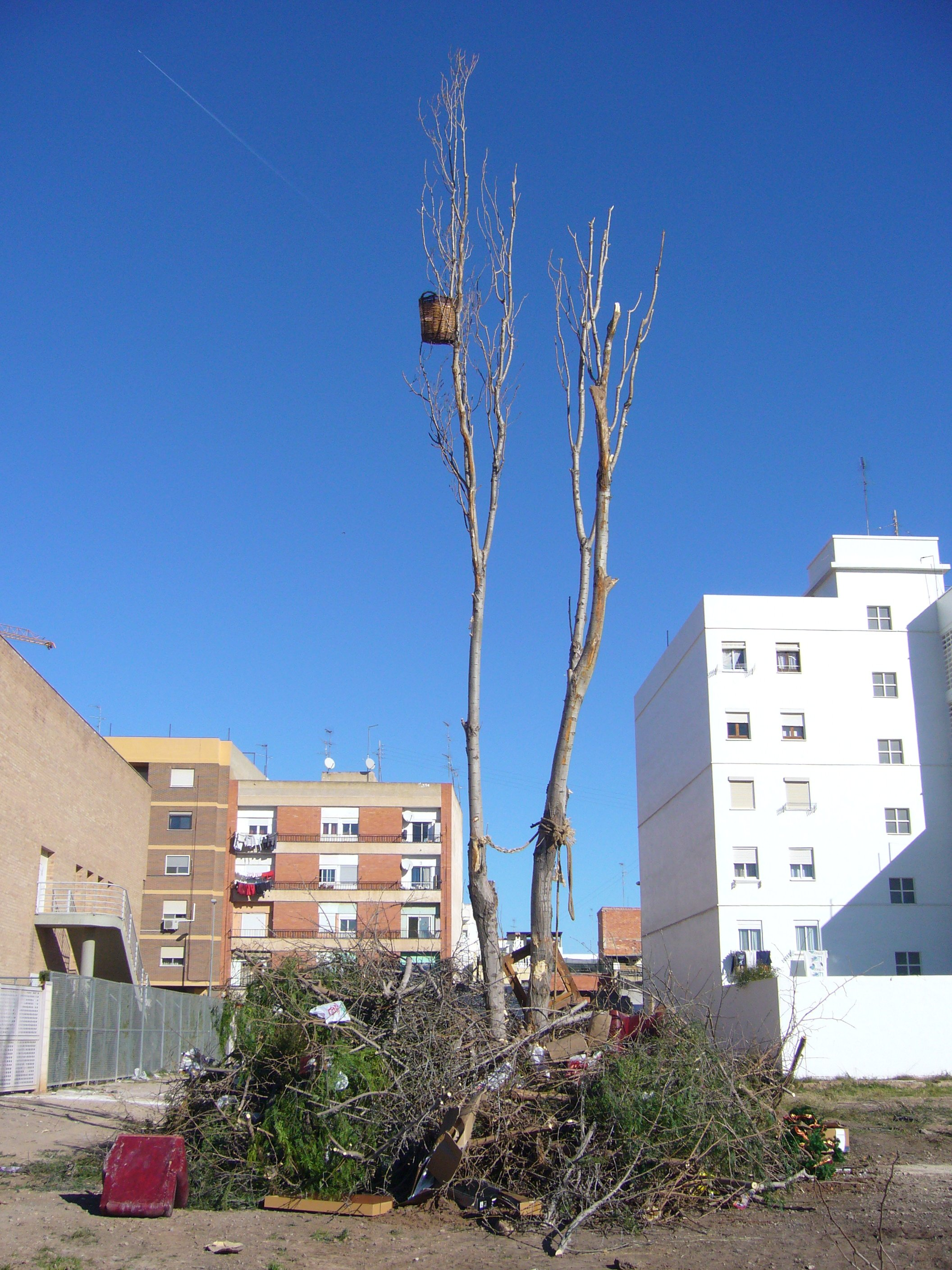
Falla tradicional: un arbre central i trastos vells a la base
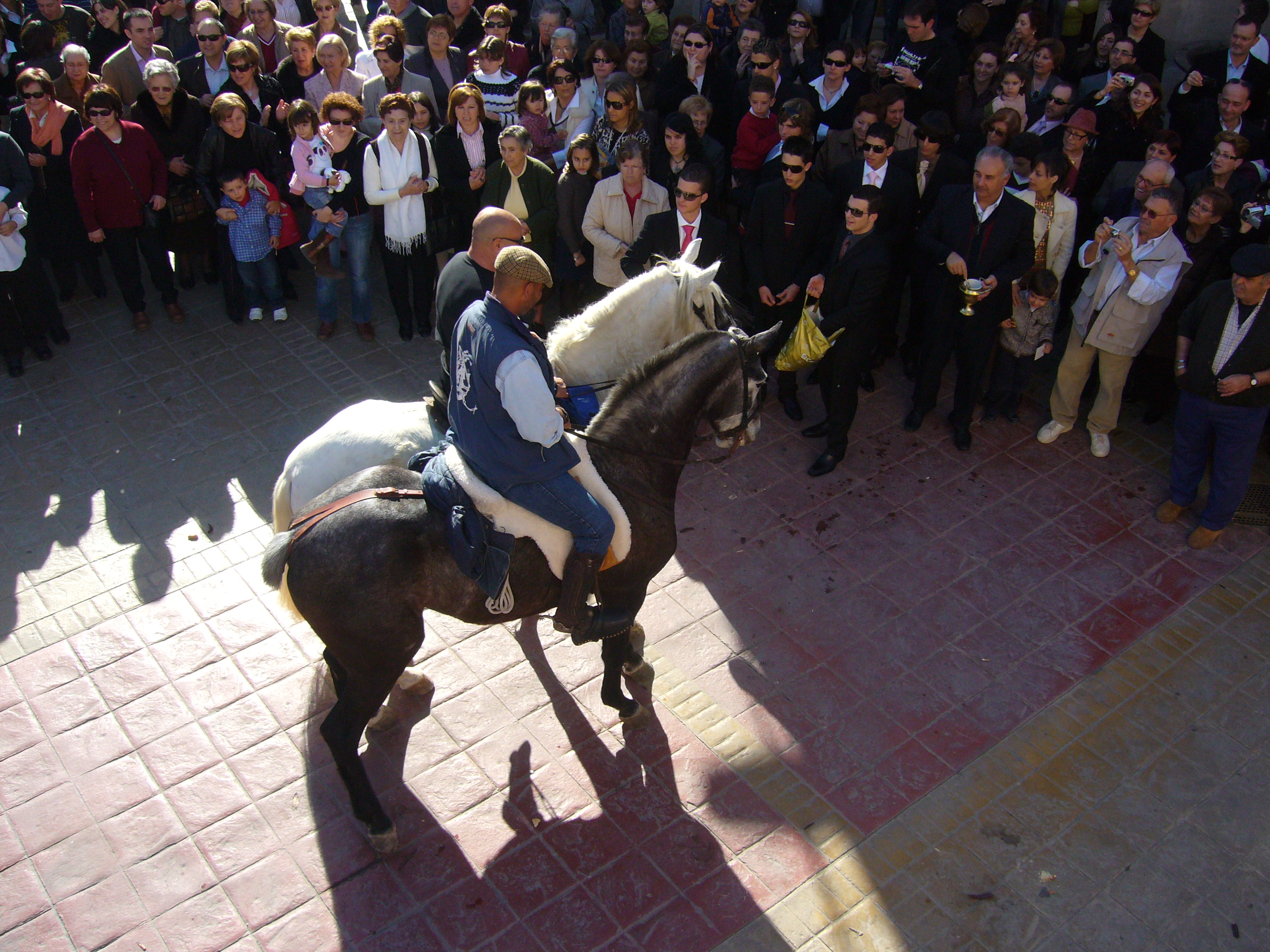
Benedicció dels animals
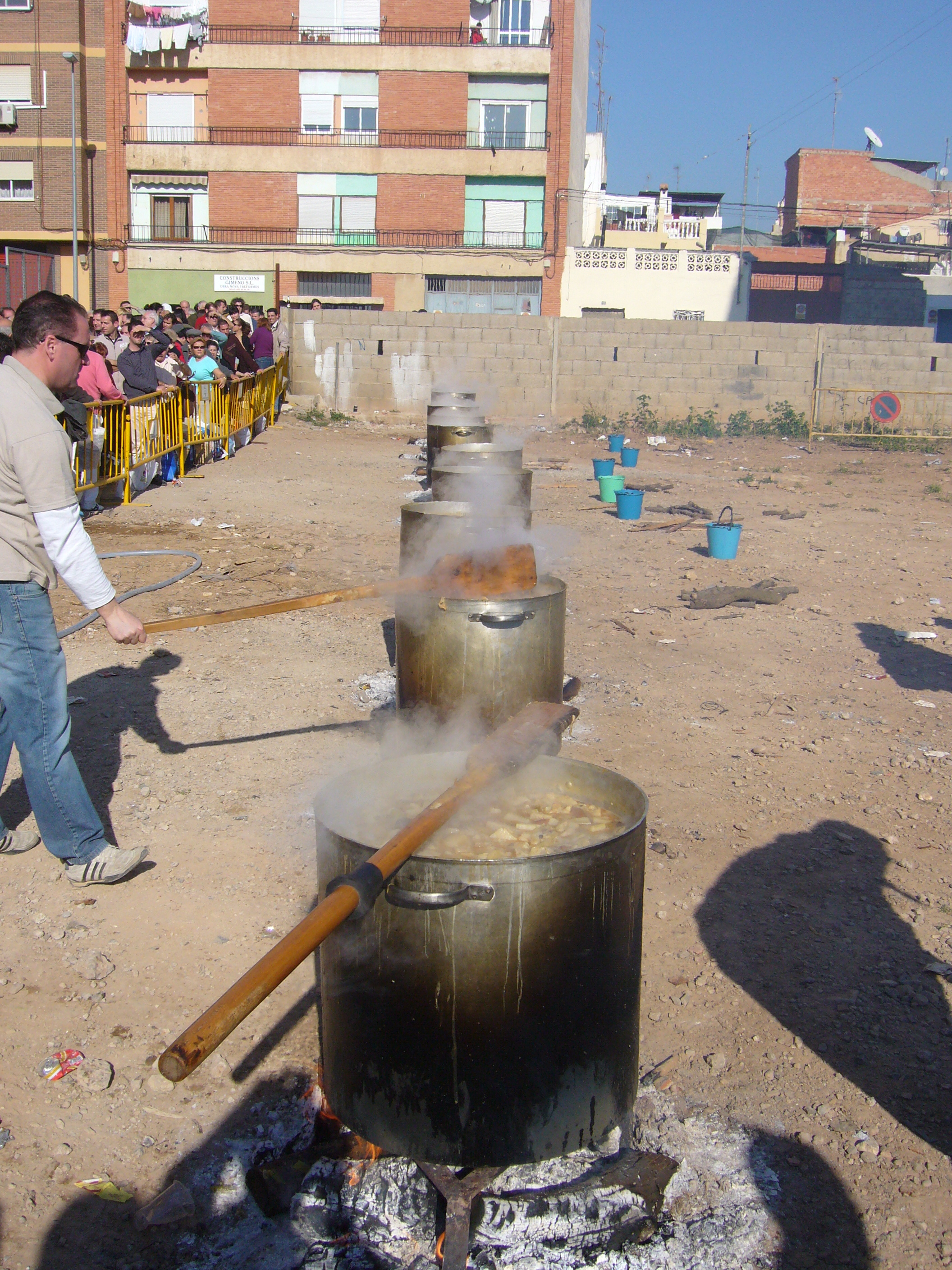
Cuinant les calderes

- Festa de la Verge dels Desemparats, (abril).

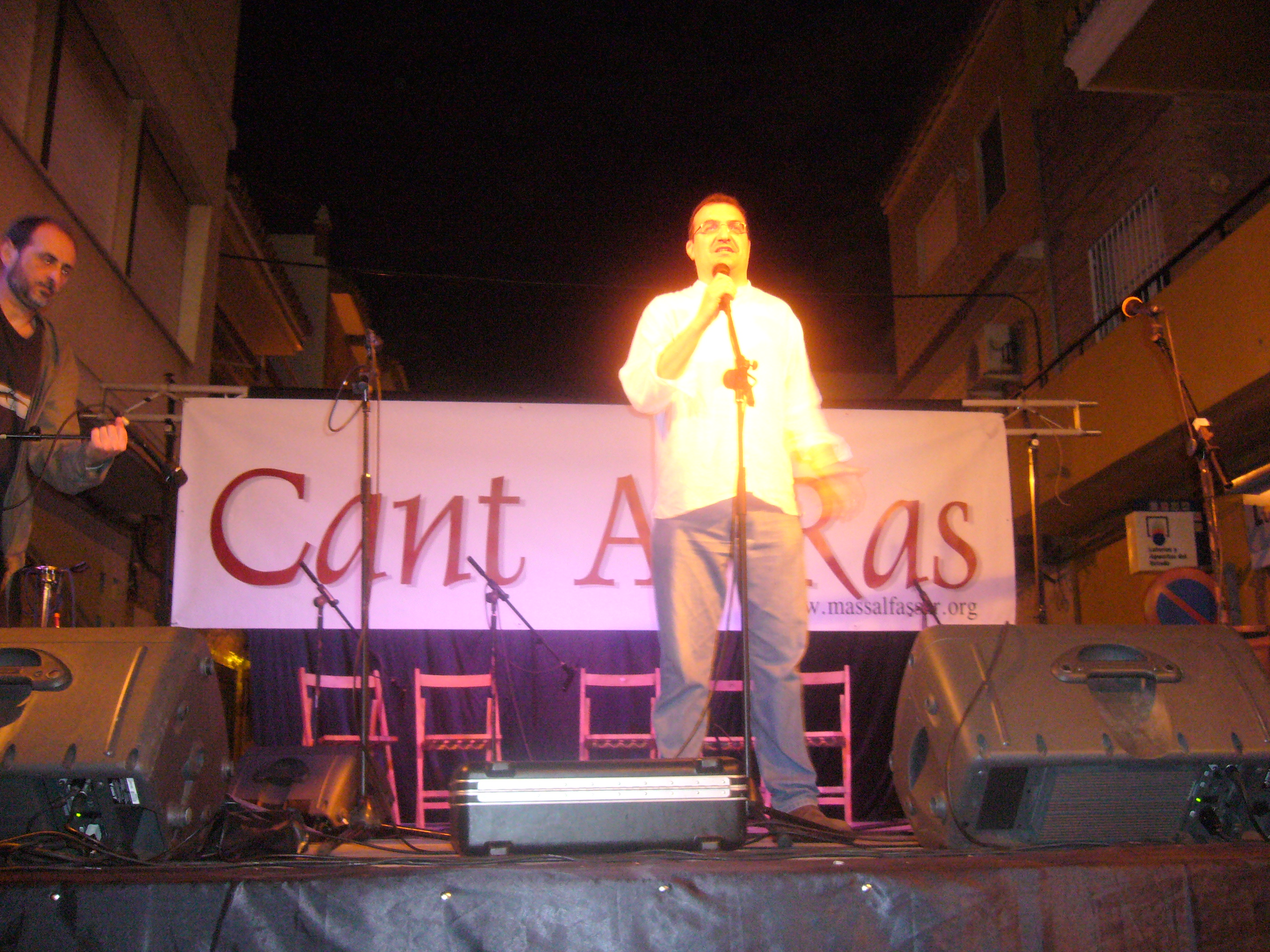
Presentació del Cant al ras 2008

- El Cant al Ras, (maig), és una trobada de cant rural que cada any organitza la Colla de Dimonis de Massalfassar i l'Associació Cultural Tradició i Música, Tramús des de l'any 1997, per recuperar el gust per la cançó tradicional, molt vinculada a les hores de treball, d'oci i de festa i que ha estat desplaçada fins a quasi la seua desaparició. Al Cant al ras recuperen i difonen les formes més genuïnes de cantar dels valencians: cançons de batre, albades, cant d'estil, cançons d'engrunsar, cançons de taverna, cuplets de magatzem, gojos, aurores, mayos, romanços, nadalenques, asguilandos, cançons de Pasqua, cançons de ronda, havaneres, cançons de murga, etc.[21]
- La Colla de Dimonis de Massalfassar celebra el seu tradicional correfoc de Sant Joan. El cap de setmana anterior o posterior a Sant Joan ho celebren, divendres amb el correfoc infantil i el dissabte fan el correfoc gran amb revetlla i festa. El correfoc que realitza la Colla de Dimonis de Massalfassar és un espectacle pirotècnic de so, llum i color, que intercala elements de creació pròpia i altres de tradicionals. Amb el so de música d'aire medieval i una percussió engrescadora, és un espectacle per a tots els públics, on es pot participar passivament o activament. Utilitzen figures que representen un bestiari ample. La música del correfoc, el Ball de dimonis de Massalfassar, ha estat compost per Urbàlia Rurana i la base musical del correfoc per Josep Sebastià i Xampo Llobat, dolçainers de Puçol.[22]
- Falla la Plaça de Massalfassar (Març), coincidint amb les Falles de València se celebren durant els dies previs a la festivitat de Sant Josep alguns actes, sent els més destacable la Cremà, que esdevé la nit de 19 de març. L'organització va a càrrec de l'associació Falla la Plaça (ja que antigament cremaven la falla a la plaça de l'església) i actualment la planten i cremen enfront del casal faller, a l'avinguda Blasco Ibáñez.
- La Cavalcada dels Reis Mags d'Orient (5 de gener) és ben curiosa, ja que els reis sempre arriben en tren i a l'estació els estan esperant els seus patges i a lloms d'haques fan la cavalcada fins a la porta de l'església on alguns regals són repartits allà mateix per ses majestats.
- El MassalfaRock, fou un concert anual organitzat des de l'any 2001 pel col·lectiu de joves MassalfaRock el darrer cap de setmana de juliol o primer d'agost on han tocat diversos grups de rock de la comarca com:Azero, Breaker,[23] Konsumo Respeto 2007,[24] Voltor, Bakanal,[25] Angelus Apatrida, Termofrígidus.[26][27][28]
- Els bous al carrer es realitzen tots els dissabtes del mes de juliol organitzats per les colles taurines: Penya taurina Massalfassar, Comissió taurina el Mogolló i Penya Taurina la poca vergonya.
- Societat Musical de Massalfassar, la Festa, com se sol conéixer, seria impensable sense la participació dels músics. Històricament ha estat la Banda de Música de Faura la que amenitzava i donava solemnitat a les diverses festes de Massalfassar, l'any 1998 es va constituir la Societat Musical de Massalfassar, que a poc a poc va augmentant el nombre de músics, sobretot al treball de la base amb la seua pròpia escola de música.

## Gastronomia

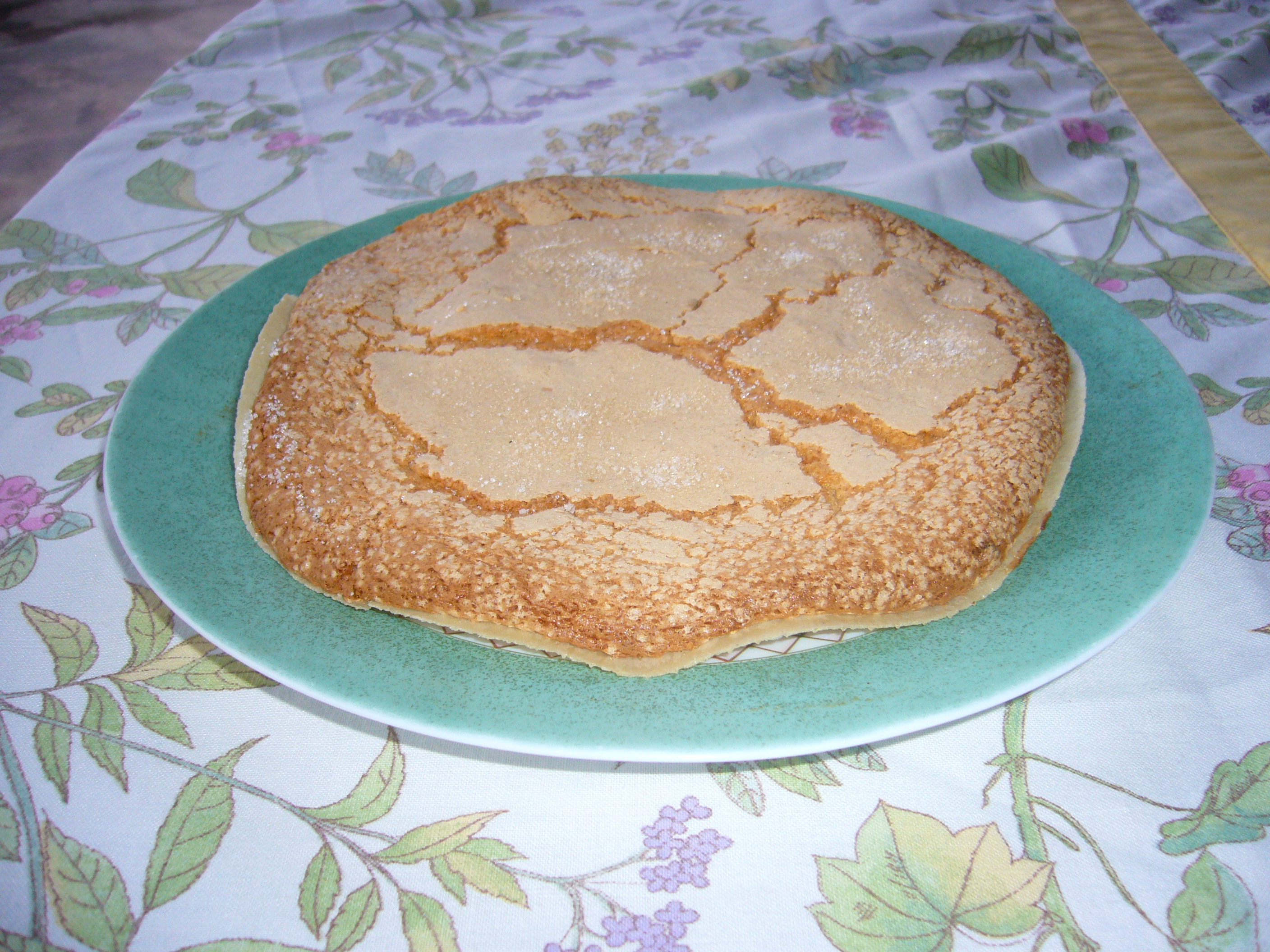
Coca Cristina

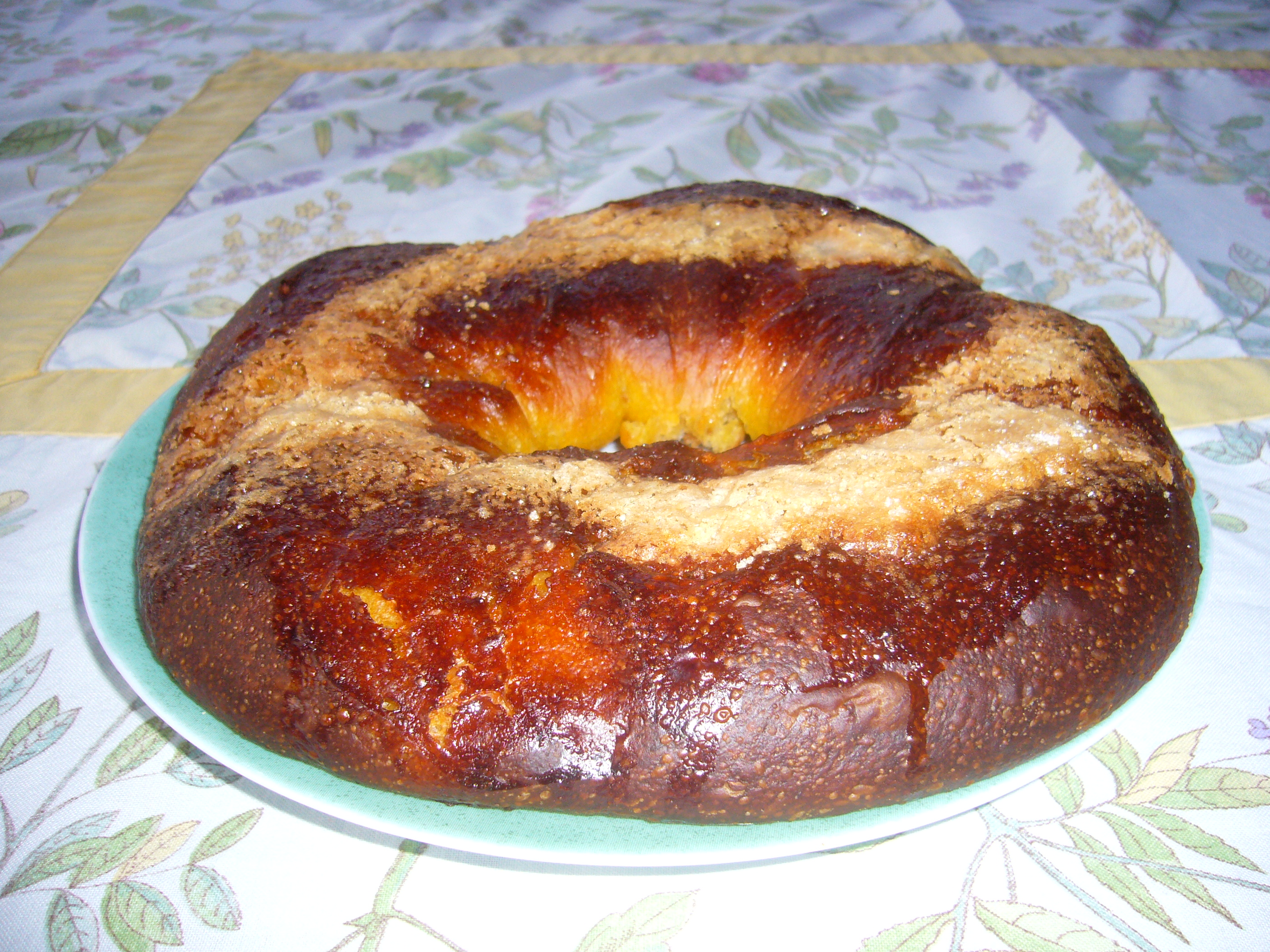
Rotllet de Sant Blai

A Massalfassar, hi havia, i encara queda, costum d'anar de Barracot, hi anaven els hòmens després de la collita i l'encambrada de l'arròs se n'anaven a descansar normalment per colles de feina o amics a les barraques o casetes que hi havia a la marjal, i allí era costum cuinar-los: 
- Paella a la busca, quan anaven cap al barracot, només portaven l'arròs, l'oli i la sal. La resta era el que recollien pel camí com pardalets, granotes, bajoca, fesols, cebes, col, etc. conforme l'època i mai era igual
- Paella de fetge de bou. Era costum, quan portaven un bou de bon matí a sacrificar, que l'amo del bou convidara els hòmens que li ajudaven a esta paella, que a més de fetge portava lleterola i entrevill, tot fregit.
- Abadejo i ceba revolcà
- All i pebre
- Caragols (normalment moros), bé fregits només amb sal, amb abadejo o amb magre, embotit i tomata
- Caragoles (avellanencs) amb la salsa típica del poble
- Arròs amb sèpia, faves tendres i tinta de sèpia o calamar
- Arròs o fideus amb costelletes de porc i caragoles
- Arròs amb fesols i abadejo
- Arròs amb col
- Fesols amb pota de porc, xoricets i botifarres
- Potage casolà

Encara hi ha menjars que regularment sí que es cuinen, com és l'extraordinària Olla de nadal o per Sant Antoni la Caldera, també anomenada Olla junta, diferent del també típic arròs amb fesols i naps, ja que porta carn. Els cuiners del poble normalment les cuinen amb molta qualitat. Altra cuina tradicional més corrent hui dia és la paella amb totes les seus variants: arròs al forn, arròs a banda (normalment de carn), etc.
Quant a dolços, molt bo el dolç de sagí, les coques cristines, les coques escudellades, pastissos de moniato, etc. però si busqueu alguna cosa diferent i típica, el que sí que heu de buscar, que només el trobareu a Massalfassar i algun forn de la rodalia, és el Rotllet de Sant Blai o coca de carabassa.

## Personatges importants
- Javier Sansó León, "Javi" (Massalfassar, 1984), és un jugador professional de pilota valenciana.
- Josep Vicent Frechina, (Massalfassar, 1966) és crític musical i literari, musicòleg i estudiós de la cultura popular.
- Jaume Margaix Muedra, (Museros, 1955), fou campió d'Espanya i del món d'electrònica.
- Joaquín Soler Garibo, (Massalfassar, 1950), va ser diputat a les Corts Valencianes i fou alcalde de Massalfassar.
- Jaume Costa i Bosch, el mestret, (Massalfassar), fou mestre d'escola i famós jugador de pilota valenciana dels anys 1930.
- Gabriel Esteve i Fuertes, (Cases de Bàrcena 1900-1987), pintor de l'obra Xiques de Massalfassar.[29]
- Luís Carbonell Fuster, (Massalfassar, 1900-1981) va ser diputat a les Corts Espanyoles i alcalde de Massalfassar.
- Lleonard-Juli Capuz, (Ontinyent, 1660-1731) escultor d'Estil xorigueresc que va triar Massalfassar com a segona residència.

## Esports
- La pilota valenciana està molt arrelada a Massalfassar, tant en la modalitat de galotxa per a aficionats, com en els professionals de l'escala i corda, tenint fins a l'any 2008 dos clubs, que actualment s'han fusionat en un de sol el Club de Pelotaris de Massalfassar així com una de les millors escoles de pilota valenciana. En el món professional cal esmentar en els anys 1930 a Jaume Costa, el Mestret, i en els 2000 a Javier Sansó, Javi. Però en el món professional Massalfassar també destaca per haver arribat a tindre 3 equips jugant al mateix temps a la divisió d'honor de la galotxa.

- Colombicultura.

- Futbet.

- Ciclisme: Destaca l'existència del Club Ciclista Massalfassar[Enllaç no actiu] des de l'1 de gener de 2007 amb 51 aficionats, a conseqüència de la il·lusió de tindre un club propi al poble. Alguns dels seus integrants tenen un gran nivell.

## Associacions
- Penya taurina Massalfassar
- Comissió taurina el Mogolló
- Penya taurina la poca Vergonya
- Associació colombaires
- Club Pelotaris de Masslfassar[31]
- Colla de Dimonis de Massalfassar
- Falla La Plaça
- Societat Musical de Massalfassar
- AMPA CEP Sant Llorenç Màrtir[32]
- Col·lectiu jove MassalfaRock